# علي شلش
علي شلش (1935 - 1993م)، هو كاتب وناقد ومترجم مصري.
وُلد علي شلش في 12 مايو 1935م، (اسمه الكامل: علي محمد طاهر حمزة شلش، اسم الشهرة: علي شلش)، تلقى تعليمه في جامعة القاهرة التي حصل منها على درجة الدكتوراه في الصحافة والإعلام، وعمل سكرتيراً لتحرير مجلة «الطلبة العرب» بين عامي 1961 و1963، ثم محرراً ثقافيا في مجلة «بناء الوطن» بين عامي 1963 و1974م، انتقل بعدها محرراً ثقافيا في مجلة «الإذاعة والتلفزيون» بين عامي 1967 و1988م. كما عمل محاضراً في معهد الدراسات الأفريقية بالقاهرة ومعهد الفنون المسرحية وبعض جامعات أوروبا وأمريكا. وهو من الأعضاء المؤسسين لإتحاد الكتاب، كما كان عضواً في نقابة الصحفيين المصريين ولجنة التبادل الثقافي في المجلس الأعلى للثقافة (مصر) 1977- 1979م. ترك مصر عام 1979 للإقامة في لندن وعاش متفرغا للقراءة والكتابة والمحاضرة. (علي شلش سُجن عام 1968 في مصر).
يُعد الأديب علي شلش من أوائل الذين اهتموا بالأدب الإفريقي ترجمة وتعريفا، حيث ألف ستة كتب عن الأدب الإفريقي.
وعُرف علي شلش بمشاركاته النشطة في الحياة الثقافية عبر مقالاته ودراساته الأدبية والنقدية وحضوره في العديد من المؤتمرات والندوات والمحاضرات، وكانت آخر مشاركته له قبيل وفاته بيوم واحد في مهرجان الشعر العربي الذي استضافته القاهرة - بمداخلة نقدية عنوانها «صدى الشعر العربي في إنجلترا».

## وفاته
توفي عام 1993م (8 من شهر جمادى الأولى 1414هـ) توفي إثر نوبة قلبية مفاجئة عن عمر يناهز 58 عاماً (وكانت آخر مشاركته له قبيل وفاته بيوم واحد في مهرجان الشعر العربي الذي استضافته القاهرة - بمداخلة نقدية عنوانها «صدى الشعر العربي في إنجلترا».

## الجوائز
- حصل على جائزة التأليف الروائي من المجلس الأعلى للآداب والفنون والعلوم الاجتماعية عام 1960م.
- والزمالة الفخرية في الادب من جامعة أيوا الأمريكية عام 1976م.

## من مؤلفاته
له مؤلفات وإسهامات كتابية كثيرة في مجالات القصة والرواية والنقد والمسرح وأدب الرحلات والتراجم والتحقيق والتاريخ -ألف وترجم أكثر من خمسين كتابا في منها:
- ثمن الحرية.
- عزف منفرد.
- عزيزتي الحقيقة.
- سبعة أدباء من أفريقيا.
- في عالم القصة.
- ديوان فخري أبو السعود.
- نجيب محفوظ الطريق والصدى.
- بعد السقوط.
- حديقة الحيوان.
- الأعمال المجهولة لمصطفى المنفلوطي.
- أمريكا الحلم والواقع
- الأفغاني ومحمد عبده.
- الماسونية في مصر.
- عندما يتحدث الأدباء.
- تاجور شاعر الحب والحكمة.
- اتجاهات الأدب ومعاركه.
- نشأة النقد الروائي في الأدب العربي الحديث.
- من رواد التنوير طه حسين وميخائيل نعيمه.
- طه حسين مطلوب حيا أو ميتا.
- الأدب المقارن بين التجربتين اللأمريكية والعربية.
- الأدب الأفريقي[5]

وكتب أخرى كثيرة...

## كُتب عنه
- كتاب: «علي شلش: الغائب الحاضر» (الهيئة المصرية العامة للكتاب، 1994).